# Dariusz Daszkiewicz
Dariusz Daszkiewicz (ur. 5 grudnia 1967 w Tomaszowie Mazowieckim) – polski siatkarz, następnie trener piłki siatkowej. Trenował reprezentacje Polski kadetów i juniorów.
Ma 3 synów. 15-letni Michał trenuje pływanie od szóstego roku życia, tak samo 14-letni Mikołaj, który był pływakiem Unii Oświęcim. Wywalczył w tym klubie złote medale na 200 metrów stylem dowolnym, 400 metrów dowolnym i 1500 metrów dowolnym. Zdobył też dwa srebrne medale w sztafecie 4x200 metrów dowolnym i 4x100 metrów stylem zmiennym. Indywidualnie startował na trzech dystansach i zdobył trzy złota. Został też wybrany najlepszym zawodnikiem zawodów, a jego wynik 15.38,19 minuty na 1500 metrów został uznany za najwartościowszy wynik mistrzostw. Brat bliźniak Mikołaja – Maciek wybrał natomiast szachy, w których odnosił sukcesy.
W latach 2021-2024 jego syn Mikołaj grał w juniorskim klubie siatkarskim SMS Wybicki Kielce na pozycji libero. Od sezonu 2024/2025 jest studentem i zawodnikiem Uniwersytetu Charleston, w którym studiuje psychologię.

## Życiorys
W czasie swojej kariery zawodniczej grał w Lechii Tomaszów Mazowiecki i AZS Rafako Racibórz. W 1996 rozpoczął pracę trenerską w tym drugim klubie. W sezonie 2001/2002 prowadzona przez niego drużyna awansowała do II ligi. W latach 2003–2007 pracował w Szkole Mistrzostwa Sportowego w Spale. W tym samym czasie należał do sztabu szkoleniowego reprezentacji: kadetów i juniorów. Jego osiągnięciami z młodzieżowymi kadrami narodowymi są:
2005
- Mistrzostwa Europy Kadetów w Rydze – 1. miejsce,
- Mistrzostwa Świata Kadetów w Algierii – 7. miejsce,

2006
- Mistrzostwa Europy Wschodniej w Krośnie – 1. miejsce,
- Mistrzostwa Europy Juniorów w Kazanie – 7. miejsce.

Przed sezonem 2007/2008 objął stanowisko trenera nowo powstałej wówczas drużyny siatkarskiej Fart Kielce. Otrzymał również obowiązki koordynatora grup młodzieżowych. Jego zespół, który do rozgrywek II ligi został zgłoszony na licencji Chemika Bydgoszcz, zajął 3. miejsce w klasyfikacji generalnej – zadecydowało o tym zwycięstwo w rewanżowym meczu o podium, w którym siatkarze Farta zwyciężyli Karpaty Krosno. Rok później pokonując w finale play-off grupy 4. Czarnych Radom zakwalifikował się do turnieju finałowego i uplasował się w nim na 3. pozycji przy takim samym dorobku punktowym jak zwycięzca zmagań. Następnie w rozgrywkach barażowych siatkarze Dariusza Daszkiewicza wywalczyli 2. miejsce, dzięki czemu awansowali do I ligi. W sezonie 2009/2010 Fart pokonał w finale play-offów Trefla Gdańsk i uzyskał promocję do PlsuLigi. 14 kwietnia 2011 roku został zwolniony z funkcji trenera drużyny Farta Kielce. 
Od stycznia 2012 prowadził I ligowy zespół kobiet AZS KSZO Ostrowiec Świętokrzyski.
Od sezonu 2012/13 roku znów był trenerem zespołu z Kielc, tym razem pod nazwą Effector Kielce. Funkcję tę przestał pełnić w grudniu 2016.
W 2017 roku prowadził reprezentację Polski siatkarzy do lat 23. W grudniu 2017 r. po raz trzeci został szkoleniowcem zespołu z Kielc (tym razem pod nazwą Dafi Społem Kielce).
Podczas przygotowań do sezonu 2022/23 poprowadził zespół LUK Lublin do zwycięstwa w PreZero Grand PLS.

## Przebieg kariery trenerskiej
| Sezon                     | Szczebel rozgrywek          | Wynik                          | Funkcja  | Drużyna                          |
| ------------------------- | --------------------------- | ------------------------------ | -------- | -------------------------------- |
| 2001/2002                 | III liga                    | awans do II ligi               | I trener | KS AZS Rafako Racibórz           |
| 2007/2008                 | II liga                     | 3. miejsce                     | I trener | Fart Kielce                      |
| 2008/2009                 | II liga                     | awans do I ligi                | I trener | Fart Kielce                      |
| 2009/2010                 | I liga                      | awans do PlusLigi              | I trener | Fart Kielce                      |
| 2010/2011                 | PlusLiga                    | 9. miejsce                     | I trener | Fart Kielce                      |
| 2011/2012                 | I liga kobiet               | 8. miejsce                     | I trener | AZS KSZO Ostrowiec Świętokrzyski |
| 2012/2013                 | PlusLiga                    | 7. miejsce                     | I trener | Effector Kielce                  |
| 2013/2014                 | PlusLiga                    | 8. miejsce                     | I trener | Effector Kielce                  |
| 2014/2015                 | PlusLiga                    | 12. miejsce                    | I trener | Effector Kielce                  |
| 2015/2016                 | PlusLiga                    | 13. miejsce                    | I trener | Effector Kielce                  |
| 2016/2017 (do 15.12.2016) | PlusLiga                    | 13. miejsce                    | I trener | Effector Kielce                  |
| 2017/2018 (od 11.12.2017) | PlusLiga                    | 16. miejsce · spadek do I ligi | I trener | Dafi Społem Kielce               |
| 2019/2020                 | PlusLiga                    | 6. miejsce                     | I trener | GKS Katowice                     |
| 2020/2021 (od 27.01.2021) | I liga                      | 1. miejsce · awans do PlusLigi | I trener | LUK Politechnika Lublin          |
| 2021/2022                 | PlusLiga                    | 11. miejsce                    | I trener | LUK Lublin                       |
| 2022/2023 (do 15.03.2023) | PlusLiga                    | –                              | I trener | LUK Lublin                       |
| 2023/2024                 | Mistrzostwa Polski Juniorek | –                              | I trener | UKS SMS Wybicki Kielce           |
| 2024/2025 (od 23.10.2024) | I liga                      |                                | I trener | WKS Czarni Radom                 |

Poziom rozgrywek:
     pierwszy, najwyższy ogólnokrajowy
     drugi
     trzeci
     czwarty
     piąty